# Sonny Hendrawan
Sonny Hendrawan, nato Liem Tjien Sion e anche noto come Sony Hendrawan (Semarang, 21 giugno 1943), è un ex cestista indonesiano.
Nel 2023 è stato inserito fra i membri del FIBA Hall of Fame.